# Servicio Universitario del Trabajo
El Servicio Universitario del Trabajo (SUT) fue una iniciativa que pretendía facilitar una aproximación entre los estudiantes y el mundo obrero. Nacida a comienzos de los años cincuenta, en el contexto de las duras condiciones sociales impuestas por el régimen de Franco, gracias al impulso del sacerdote José María de Llanos, quedó poco después incorporada al organigrama del Sindicato Español Universitario (SEU), el instrumento de encuadramiento del falangismo en el ámbito de la educación superior. No obstante, para muchos de sus participantes, las experiencias vividas en el seno del SUT constituyeron una de las principales causas de su progresivo acercamiento a los sectores de oposición a la dictadura franquista. 

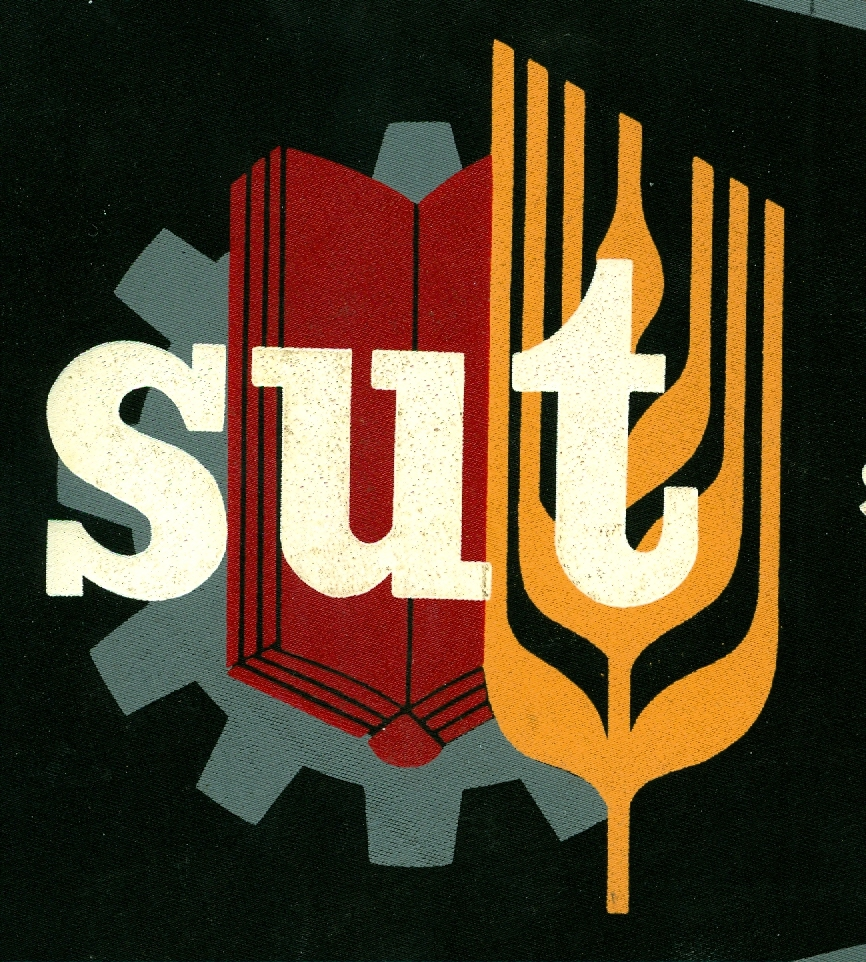
SUT

## Antecedentes
El fenómeno de los curas obreros franceses fue uno de los referentes fundacionales del SUT. Con raíces en las actividades desarrolladas en barrios de trabajadores por los movimientos católico-sociales tras la revolución industrial, –en línea con la doctrina establecida por el Papa León XIII en la Encíclica Rerum novarum–, el definitivo despegue de esta figura se produjo durante la Segunda Guerra Mundial, de la mano de los sacerdotes que acompañaron a los obreros desplazados a Alemania por el Servicio del Trabajo Obligatorio impuesto por los nazis en la Europa ocupada. En el relato de sus experiencias, estos curas subrayaron la fuerte descristianización del mundo del trabajo y el efecto evangelizador de la convivencia, al tiempo que censuraron la complaciente actitud del episcopado francés con el Estado de Vichy.
La doctrina fascista, por su parte, impugnaba la lucha de clases propia del marxismo a cambio de la supuesta hermandad existente dentro de una comunidad nacional unificada y disciplinada, conseguida mediante la represión y la eliminación de la disidencia si fuera necesario. El primer falangismo recogía este discurso populista mediante su apelación a la unidad de los hombres de España con independencia de su clase social, así como, después de la Guerra Civil, a través de instrumentos como el Servicio Social de la Mujer, con los que trataba de apropiarse de una parte de los programas de educación popular –como las Misiones Pedagógicas– puestos en marcha durante la Segunda República, aunque siempre sustituyendo sus ribetes democráticos por el adoctrinamiento autoritario. En esta misma línea, Falange consiguió que se incluyera en la Ley de Ordenación Universitaria de 1943 la figura del Servicio Obligatorio de Trabajo, que preveía la incorporación de estudiantes a pequeñas obras públicas, si bien la disposición que había quedado finalmente sin efecto. Se trataba, en todo caso, de antecedentes que allanaban el camino a la aceptación del proyecto del SUT.
Con todo, el antecedente más directo de la labor del SUT parece situarse en la Alemania de la década de los cincuenta, cuando en algunas universidades se estableció un acuerdo según el cual estudiantes y obreros intercambiaban aulas y talleres durante las vacaciones, iniciativa que fue vista con simpatía por el Pontífice Pío XII. Un por entonces joven falangista, Manuel Sacristán Luzón, comentaba con entusiasmo la experiencia en la revista universitaria Laye: «El intercambio entre obreros y estudiantes se articula sobre esta rótula sociológica fundamental: la sociedad debe poner al alcance de todos los hombres en cuanto tales, al margen de toda especialización, los medios adecuados para la profundización de la existencia».

## Fundación y desarrollo
Desde finales de los años cuarenta, una renovada «sensibilidad social» se había hecho muy palpable en el ámbito universitario, en especial en estas publicaciones del SEU, en las que se expresaba, con cierta ingenuidad, un cierto rechazo y malestar por las desigualdades económicas y culturales y por la evidente separación entre los distintos estratos de la sociedad.
El sacerdote jesuita José María de Llanos, conocido como el Padre Llanos, antiguo capellán del Frente de Juventudes y muy cercano a los círculos estudiantiles falangistas, no tardó en recoger estas inquietudes junto a un pequeño grupo de amigos y colaboradores del Colegio Santa María del Campo de Madrid. Así, idearon y pusieron en marcha una serie de campos de trabajo con el objetivo de que los universitarios entraran en contacto directo con el mundo obrero y compartieran la realidad de sus condiciones laborales y vitales. Tal y como explicaba el propio Padre Llanos: «El tipo de estudiante meramente estudiante, estrictamente estudiante; era, y es, el tipo que se deseaba superar pensando en otro tipo de hombre más completo, capaz de formarse al aire de su tiempo, adquiriendo ese sentido social del que carece la inmensa mayoría de los españoles. Y no sólo por la fácil y gastada vía de las conferencias y tertulias, sino por la experiencia existencial, del trabajo de las manos, vivido lo más cerca que se pudiese de sus hermanos y camaradas, “los otros”, los que tampoco queríamos ya estricta y ceñudamente trabajadores materializados […] Una juventud en busca de la otra y rompiendo compartimentos estancos, para no tener que romperse la crisma a tiros como consecuencia de su distanciamiento, de su oposición, de esa lucha de clases, irremediable mientras no haya más que estudiantes meramente tales y obreros exclusivamente tales».
Los dos primeros campos se desarrollaron en las Minas de Rodalquilar (Almería) en los años 1950 y 1951, con asistencia de 3 y 30 estudiantes, respectivamente, y alcanzando notable repercusión en sectores juveniles.
En vista de su potencial como canalizador del creciente compromiso social de los universitarios y de su indudable rentabilidad política y retórica, el SEU incorporó en 1952 los campos de trabajo a sus actividades con la denominación de Servicio Nacional de Trabajo Universitario. Debido a su rápido crecimiento, en 1955 se creó un patronato propio y, en 1958, el SUT se constituía finalmente como Departamento Nacional, llegando a sobrevivir a la desaparición del SEU en 1965. Para el partido único, los campos de trabajo resultaban muy atractivos, pues le permitían intentar enlazar con esa parte del discurso populista y obrerista del primer falangismo, así como tratar de ganar algo de prestigio entre los trabajadores y comenzar a construir así una nueva legitimidad.
Entre 1952 y 1970 se realizaron cientos de campos de trabajo, a razón de unos treinta cada verano, y en toda clase de sectores, desde la minería y la pesca hasta las actividades industriales, la recolección agrícola y la repoblación forestal. Antes de cada verano, se hacía pública una lista de los acuerdos alcanzados con distintas empresas (tales como Albo, Altos Hornos de Sagunto, Corchera Extremeña, Empresa Nacional Calvo Sotelo, Minas de Riotinto, etc.), para las que el SUT resultaba una excelente y barata fuente de mano de obra para el periodo estival y cuya colaboración fue importante para el desarrollo del servicio, y cada estudiante elegía su destino. Allí desempeñaba, por lo general, tareas exentas de cualificación y con unas condiciones de trabajo, alojamiento y salario similares a las de sus compañeros. El objetivo era, según la particular retórica de la revista Noticia, una publicación de la Jefatura Nacional del SEU convertida en principal portavoz del SUT, «borrar de la faz de España la figura del estudiante despreocupado y egoísta […] Codo con codo en el tajo, en la mina, o en el mar, se busca la convivencia con una realidad dura».
Desde septiembre de 1957, el SUT incorporó nuevas secciones y actividades, como el Servicio de Intercambio con el Extranjero, la Oficina de Viajes y, sobre todo, las Campañas de Alfabetización y el denominado Trabajo Dominical. La primera de ellas surgió a partir de la propia interacción que se producía entre estudiantes y trabajadores tras el final de la jornada laboral, cuando se organizaban charlas, funciones de teatro, cine o actuaciones musicales. Poco a poco, los cursillos preparatorios para los jefes de campo incorporaron nociones formativas acerca de estas actividades de extensión cultural hasta que, en 1962, se institucionalizaron las Campañas de Educación Popular, que ayudaron a reducir significativamente el índice de analfabetismo existente entonces en España, situado en torno a un diez por ciento de la población adulta. Por su parte, el Trabajo Dominical nació como un intento de llevar la filosofía del SUT al entorno más cercano, concretamente a los núcleos chabolistas y de infravivienda de las grandes ciudades, y hacerlo además en los días festivos, para, según anunciaba Noticia, «arrimarse a los obreros en su mismo tajo, cuando sacrifica uno el domingo, al igual que aquél, para buscar una nueva hermandad en las clases sociales de España». Por lo general, el trabajo consistía en la ayuda a la construcción de viviendas, tareas de saneamiento y asesoría jurídica, con lo que se ponía además de relieve la desatención de estos poblados por parte de las autoridades. El ejemplo más conocido de esta última actividad fue la experiencia desarrollada, también por iniciativa personal del Padre Llanos, en el Pozo del Tío Raimundo, en el distrito madrileño de Vallecas, aunque el Trabajo Dominical fue igualmente importante en ciudades como Zaragoza, Valladolid, Valencia, Oviedo, Málaga y Barcelona, cuyos paisajes suburbiales fueron evocados por Juan Goytisolo en su novela Fiestas.

## Consecuencias
A pesar de su marchamo oficial, el fenómeno del SUT pronto superó los estrechos límites y pretensiones de los dirigentes falangistas y se reveló, para muchos de sus participantes, como una experiencia iniciática y un «formidable tobogán que conducía al compromiso político». Efectivamente, lo que empezó como un «esfuerzo un poco ingenuo pero sincero por trascender los límites que percibíamos en nuestro ambiente», terminó por poner las bases del rechazo al régimen franquista para toda una generación de universitarios, que pasaron en varios casos a nutrir las filas de la oposición. Como relataba Javier Pradera al recordar su primer encuentro con Enrique Múgica, por entonces militante del clandestino Partido Comunista (PCE) y dedicado a intentar crear una red de contactos en la Universidad, «si yo hubiera conocido a Enrique antes de ir al campamento de las Hurdes, no habría sido lo mismo que después». Junto a su importancia en la consolidación del PCE, hacia el que también se acercaron los antiguos sutistas Ramón Tamames y Jesús López Pacheco, el Frente de Liberación Popular contó igualmente entre sus filas con varios de sus antiguos participantes, como Alfonso Carlos Comín, Manuel Vázquez Montalbán y Nicolás Sartorius.
Y es que, pese a los esfuerzos del Sindicato por presentar la precariedad de la situación económica y sociocultural de muchas poblaciones y sectores de la sociedad como fruto de problemas seculares, y no como resultado de las políticas de la dictadura y el Movimiento, los participantes en las campañas no podían sino constatar las injusticias de la estructura social y el desigual reparto de la riqueza, en especial a medida que sus solicitudes para la adopción de soluciones chocaban con el inmovilismo de las autoridades, que, paralelamente, continuaban con su ampulosa retórica de la justicia social. Un cinismo que quedará reflejado en obras como Tiempo de silencio de Luis Martín-Santos, La conciencia tranquila de Carmen Martín Gaite, el poemario Mi corazón se llama Cudillero de Jesús López Pacheco y la actividad del teatro popular La Pipironda, así como en el manifiesto de Esteban Pinilla de las Heras Testimonio de las generaciones ajenas a la Guerra Civil.

## Participantes destacados en el SUT
| Cristina Almeida        | Carlos París             |
| Xabier Arzallus         | Jaime Peñafiel           |
| Alfonso Carlos Comín    | Víctor Pérez Díaz        |
| Juan Goytisolo          | Javier Pradera           |
| Carlos Jiménez de Parga | Nicolás Sartorius        |
| Jesús López Pacheco     | Ramón Tamames            |
| Pascual Maragall        | Manuel Vázquez Montalbán |
| Manuela Carmena         | Vicenç Navarro           |